# Boliche nos Jogos Pan-Americanos de 2011
O boliche nos Jogos Pan-Americanos de 2011 foi realizado em Guadalajara, México, entre 24 e 27 de outubro. Provas individual e duplas masculinas e individual e duplas femininas foram disputadas no Bolerama Tapatío.

## Calendário
| Outubro | 13 | 14 | 15 | 16 | 17 | 18 | 19 | 20 | 21 | 22 | 23 | 24 | 25 | 26 | 27 | 28 | 29 | 30 |
| ------- | -- | -- | -- | -- | -- | -- | -- | -- | -- | -- | -- | -- | -- | -- | -- | -- | -- | -- |
| Boliche |    |    |    |    |    |    |    |    |    |    |    |    | 2  |    | 2  |    |    |    |

|  | Dia de competição |  | Dia de final |

## Países participantes
Abaixo, a quantidade de atletas enviados por cada país, de acordo com o evento.
| CON                      | Individual masculino | Duplas masculinas | Individual feminino | Duplas femininas | Total |
| ------------------------ | -------------------- | ----------------- | ------------------- | ---------------- | ----- |
| ARU Aruba                |                      |                   | 2                   | X                | 2     |
| BAH Bahamas              |                      |                   | 2                   | X                | 2     |
| BER Bermudas             | 2                    | X                 | 2                   | X                | 4     |
| BOL Bolívia              | 2                    | X                 |                     |                  | 2     |
| BRA Brasil               | 2                    | X                 | 2                   | X                | 4     |
| CAN Canadá               | 2                    | X                 | 2                   | X                | 4     |
| CHI Chile                |                      |                   | 2                   | X                | 2     |
| COL Colômbia             | 2                    | X                 | 2                   | X                | 4     |
| CRC Costa Rica           | 2                    | X                 | 2                   | X                | 4     |
| DOM República Dominicana | 2                    | X                 | 2                   | X                | 4     |
| ECU Equador              | 2                    | X                 |                     |                  | 2     |
| ESA El Salvador          | 2                    | X                 | 2                   | X                | 4     |
| GUA Guatemala            | 2                    | X                 | 2                   | X                | 4     |
| MEX México               | 2                    | X                 | 2                   | X                | 4     |
| PAN Panamá               | 2                    | X                 | 2                   | X                | 4     |
| PER Peru                 | 2                    | X                 | 2                   | X                | 4     |
| PUR Porto Rico           | 2                    | X                 | 2                   | X                | 4     |
| USA Estados Unidos       | 2                    | X                 | 2                   | X                | 4     |
| VEN Venezuela            | 2                    | X                 | 2                   | X                | 4     |
| Total atletas            | 32                   | 32                | 32                  | 32               | 64    |
| Total CONs               | 16                   | 16                | 16                  | 16               | 19    |

## Medalhistas

### Masculino
| Evento              | Ouro                                           | Prata                                      | Bronze                                                              |
| ------------------- | ---------------------------------------------- | ------------------------------------------ | ------------------------------------------------------------------- |
| Individual detalhes | Santiago Mejía COL Colômbia                    | Chris Barnes USA Estados Unidos            | Marcelo Suartz BRA Brasil Manuel Fernández DOM República Dominicana |
| Duplas detalhes     | William O'Neil Chris Barnes USA Estados Unidos | José Lander Amleto Monacelli VEN Venezuela | Santiago Mejía Jaime Gómez COL Colômbia                             |

### Feminino
| Evento              | Ouro                                              | Prata                                   | Bronze                                                   |
| ------------------- | ------------------------------------------------- | --------------------------------------- | -------------------------------------------------------- |
| Individual detalhes | Elizabeth Johnson USA Estados Unidos              | Jennifer Park CAN Canadá                | Caroline Lagrange CAN Canadá Karen Marcano VEN Venezuela |
| Duplas detalhes     | Elizabeth Johnson Kelly Kulick USA Estados Unidos | Sandra Góngora Miriam Zetter MEX México | Anggie Ramírez María José Rodríguez COL Colômbia         |

## Quadro de medalhas
| Ordem | País                     | Medalha de ouro | Medalha de prata | Medalha de bronze |    |
| ----- | ------------------------ | --------------- | ---------------- | ----------------- | -- |
| 1     | USA Estados Unidos       | 3               | 1                |                   | 4  |
| 2     | COL Colômbia             | 1               |                  | 2                 | 3  |
| 3     | CAN Canadá               |                 | 1                | 1                 | 2  |
|       | VEN Venezuela            |                 | 1                | 1                 | 2  |
| 5     | MEX México               |                 | 1                |                   | 1  |
| 6     | BRA Brasil               |                 |                  | 1                 | 1  |
|       | DOM República Dominicana |                 |                  | 1                 | 1  |
| TOTAL | TOTAL                    | 4               | 4                | 6                 | 14 |